# Sindaco generale di Bucarest
Il sindaco generale di Bucarest (in romeno Primarul General al Municipiului București), noto anche come sindaco generale, è l'autorità posta a capo del Municipio di Bucarest. Il titolo di sindaco generale viene talvolta utilizzato per distinguerlo dai sindaci che guidano ciascuno dei sei settori amministrativi del comune di Bucarest e che agiscono come sindaci delegati nelle materie non spettanti al sindaco generale. Tutte le decisioni del sindaco devono essere approvate dal Consiglio generale di Bucarest, che conta 55 seggi. 
La posizione venne creata il 7 agosto 1864, quando venne approvata una nuova legge sull'amministrazione locale in stile francese. La durata del mandato del Sindaco generale è di 4 anni.
L'attuale sindaco di Bucarest è Stelian Bujduveanu (Partito Nazionale Liberale), entrato in carica provvisoriamente il 26 maggio 2025.
Le due precedenti elezioni hanno visto Sorin Oprescu eletto sindaco di Bucarest, per la prima volta nel giugno 2008 e successivamente per un secondo mandato nel giugno 2012. Il 6 settembre 2015, Sorin Oprescu è stato arrestato con l'accusa di corruzione e concussione.
Il 15 settembre 2015 è stato sostituito da un vicesindaco eletto dal consiglio generale per il resto del suo mandato, che si è concluso l'anno successivo.
Il 5 giugno 2016, Gabriela Firea è stata eletta sindaco con 246.553 voti (42,97%) e ha prestato giuramento il 23 giugno.
Il 27 settembre 2020, Nicușor Dan è stato eletto sindaco e ha prestato giuramento il 29 ottobre. 
Il 9 giugno 2024, Dan è stato rieletto sindaco di Bucarest e ha iniziato il suo nuovo mandato a ottobre, con l'intenzione di concentrarsi maggiormente sui problemi del traffico di Bucarest, pur continuando a rinnovare la rete del trasporto pubblico. Il 18 maggio 2025, Dan è stato eletto presidente della Romania e ha assunto l'incarico il 26 maggio, venendo sostituito da Stelian Bujduveanu come sindaco facente funzioni di Bucarest.